# Rubicón

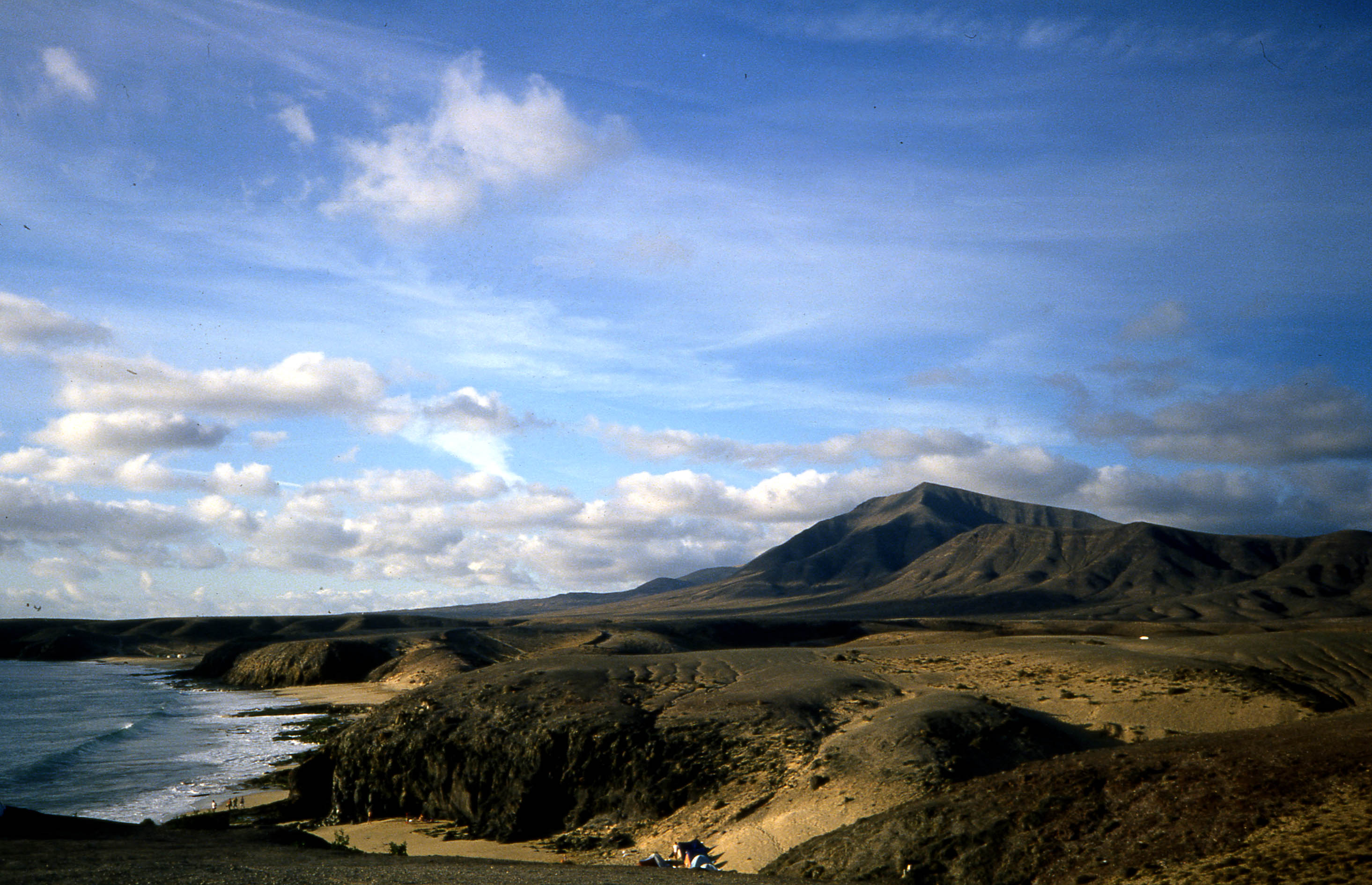
Rubicón-Küste im Süden Lanzarotes

Rubicón (spanisch Costa del Rubicón) ist heute der Name der Landschaft am südlichen Ende der zu Spanien gehörigen Kanareninsel Lanzarote auf dem Gebiet der Gemeinde Yaiza. Im 15./16. Jahrhundert war Rubicón der Name einer Befestigungsanlage bzw. Stadt mit Bischofssitz in dieser Gegend.

## Name
Der Name Rubicón ist eine der ersten Ortsbezeichnungen der Europäer auf der Insel Lanzarote. Er kommt bereits in der im 15. Jahrhundert in französischer Sprache geschriebenen Chronik Le Canarien vor. Als eine Erklärung für den Namen Rubicón wird angenommen, dass er sich vom lateinischen rubicundus für rötlich ableitet, was auf die in der Sonne von See her teilweise rötlich erscheinenden Vulkanberge zurückzuführen ist. Eine andere Erklärung bringt den Namen in einen Zusammenhang mit dem italienischen Fluss Rubikon, nach dessen Überschreiten es für Julius Cäsar kein Zurück mehr gab.

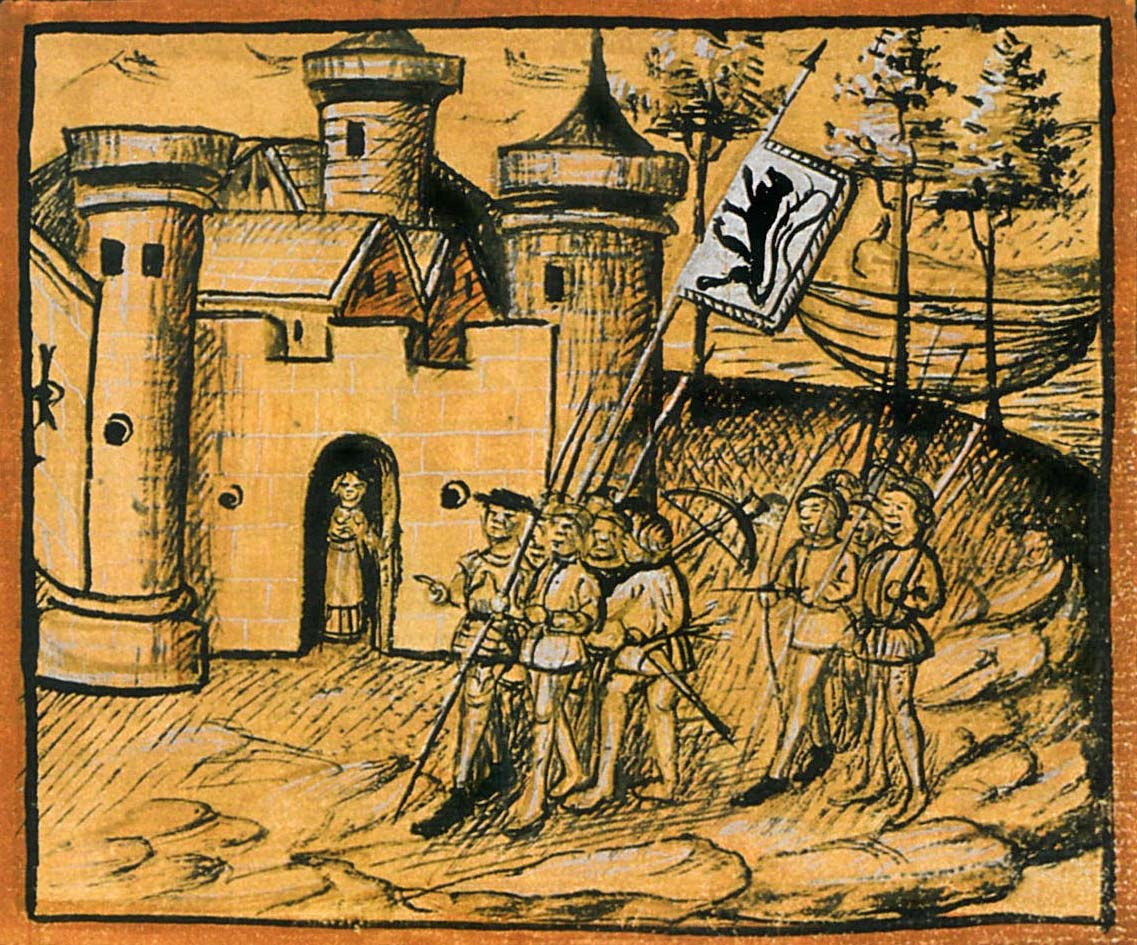
Castillo del Rubicón, idealisierte Darstellung der Chronik Le Canarien

## Castillo de Rubicón
Im Juli 1402 erreichten die französischen Adeligen Jean de Béthencourt und Gadifer de La Salle zusammen mit weiteren 60 Personen die Insel Lanzarote, um dort eine Handelsstation und eine Siedlungskolonie zu gründen. Außerdem hatten sie die Absicht die Ureinwohner zum christlichen Glauben zu bekehren. Sie gingen vermutlich an dem heute Playa de los Papagayos genannten Strand an Land. Mit der Hilfe von zwei aus Europa mitgebrachten ehemaligen Sklaven, die von Lanzarote stammten, gelang es ihnen die Führer der Majos, der Ureinwohner der Insel, von ihren friedlichen Absichten zu überzeugen. 
Als erste Maßnahme errichteten die Europäer, mit Zustimmung der Majos, einen Wehrturm. Er hatte eine Grundfläche von etwa 50 m2. Er wurde an einer Stelle gebaut, von der vermutet wurde, dass dort Brunnen angelegt werden konnten und Anlandemöglichkeiten für zukünftige Handelsbeziehungen bestanden. Aufgabe der Anlage war es nicht, Angriffe von Piraten zu verhindern, sondern die Landung und Verschiffung von Gütern zu schützen. In der Chronik Le Canarien, die von den zwei französischen Klerikern verfasst wurde, die zur Bekehrung der Ureinwohner mitgekommen waren, wird das Castillo de Rubicón (französisch chastel de Rubicon) häufig genannt. Dabei umfasste dieser Begriff nicht nur den Turm, sondern die ganze Anlage, die, wie archäologische Ausgrabungen zu Ende des 20. Jahrhunderts ergaben, darüber hinaus aus einer Brunnenanlage, einer Kirche und einer Reihe von Wohnhäusern für die französischen Siedler und die Ureinwohner, die mit ihnen zusammenlebten, bestand.

## Bischofssitz Rubicón
1404 schuf Papst Benedikt XIII. das Bistum Rubicón (dioecesis rubicensis). Papst Eugen IV. billigte 1435 die Verlegung des Bischofssitzes von Rubicón nach Las Palmas de Gran Canaria. Diese Verlegung und die Umbenennung in Bistum Kanarische Inseln (lat.: dioecesis canariensis) erfolgte 1485, da die Eroberung der Insel Gran Canaria erst im Jahr 1483 abgeschlossen wurde. 

## Bedeutung des Ortes
Die Stadt Rubicón erreichte in ihrer Bedeutung nie die der Ortschaft Gran Aldea, die später in Teguise umbenannt wurde, die mehr Einwohner hatte und als Wohnsitz der Herren bzw. der Gouverneure der Insel eine größere wirtschaftliche und politische Rolle spielte. Mit der Verlegung des Bischofssitzes nach Gran Canaria beschleunigte sich der Abstieg von Rubicón. Auch die immer häufiger werdenden Angriffe durch sowohl europäische als auch berberische Piraten trugen zum Niedergang der Ortschaft bei. Der Turm von Rubicón war zur Abwehr dieser Angriffe nicht geeignet und wurde bald zerstört. Seit der Plünderung der Kirche durch die Besatzung eines englischen Schiffes im Jahr 1593 gilt die Stadt Rubicón als nicht mehr vorhanden.